# Harry Bromley Davenport
Harry Bromley Davenport (ur. 15 marca 1950 w Londynie, Anglia) – angielski reżyser, producent oraz - w początkach kariery - scenarzysta filmowy. Większą popularność przyniosła mu jedynie seria horrorów science-fiction zatytułowana "Xtro", składająca się z trzech części:
1983: Xtro
1990: Xtro 2: Kolejny pojedynek (Xtro II: The Second Encounter)
1995: Xtro 3: Nawiedzona wyspa (Xtro 3: Watch the Skies)
Jego ostatnim tworem jest ciepło przyjęty przez krytykę film z 2001 roku "Ptaszek w klatce" ("Mockingbird Don't Sing"). Od tego czasu Pan Davenport wstrzymał swoją działalność w kinematografii.